# CLEC11A
CLEC11A‏ (C-type lectin domain containing 11A) هوَ بروتين يُشَفر بواسطة جين CLEC11A في الإنسان.
يُشفِّر هذا الجين عضوًا من عائلة الليكتين من النوع C. البروتين المُشفَّر هو جليكوبروتين مُفرَز مُكبَّر، ويعمل كعامل نمو للخلايا السلفية المُكوِّنة للدم البدائية. وُصِفَ مُتَغَيِّرٌ للوصلة البديلة، ولكن لم تُحدَّد طبيعته البيولوجية بعد.